# 88 Dywizjon Artylerii Ciężkiej
88 dywizjon artylerii ciężkiej (88 dac) – pododdział artylerii ciężkiej Wojska Polskiego II RP.
Dywizjon nie występował w pokojowej organizacji wojska. Został sformowany w 1939 przez 8 pułk artylerii ciężkiej z Torunia.

## 88 dac w kampanii wrześniowej

### Mobilizacja
88 dywizjon artylerii ciężkiej został sformowany zgodnie z planem mobilizacyjnym „W” w dniach 24–25 sierpnia 1939 roku przez 8 pułk artylerii ciężkiej. Dywizjon mobilizował się w miejscowościach: Lulkowo (dowództwo dyonu i kolumna amunicyjna), Piwnice (baterie 1 i 2) oraz Różankowo (bateria 3). Każda bateria otrzymała cztery 155 mm haubice wz. 1917. Zabrakło do etatu części radiostacji, wozy z poboru wymagały napraw i remontów z uwagi na ich bardzo zły stan.
Stanowisko dowódcy dywizjonu objął major Marian Taczak, lecz drugiego dnia mobilizacji zachorował. Od 26 sierpnia obowiązki dowódcy dywizjonu pełnił kapitan Stefan Słowikowski, natomiast obowiązki dowódcy 1 baterii wykonywał porucznik rezerwy Maksymilian Kreutzinger. 30 sierpnia o godz. 23.00 dowództwo dywizjonu objął major Jerzy Durski-Trzaska. Major Taczak nie powrócił już do oddziału. W 1940 roku został zamordowany w Charkowie.
Rano 27 sierpnia dywizjon wyruszył do Torunia, z którego odjechał transportem kolejowym do rejonu operacyjnego. 28 sierpnia dywizjon przyjechał do Ciechanowa, gdzie wszedł w skład Armii „Modlin”. Tego samego dnia dywizjon pomaszerował pod Grudusk. Zajął kwatery w Grudusku dowództwo dywizjonu i 1 bateria, w dworze Wiśniewo 2 bateria, w dworze Zawady 3 bateria, a kolumna amunicyjna w Sokołowie. Dywizjon podlegał pod dowództwo 20 Dywizji Piechoty. Zgodnie z rozkazem dowódcy 20 DP został przydzielony do wsparcia 79 pułku piechoty, który obsadził pozycję rzęgnowską. 88 dac przejął od 59 dywizjonu artylerii lekkiej sieć topograficzno-ogniową wraz z planami ogni. Pluton topograficzno-ogniowy 20 pułku artylerii lekkiej uzupełnił dane dla potrzeb dywizjonu. 29 sierpnia 88 dac zajął stanowiska ogniowe u podnóża Kamiennej Góry, pomiędzy wzgórzami Czubak i Czubatka.

### Działania bojowe
1 września ze względu na to, że nieprzyjaciel został zatrzymany na linii ubezpieczeń, dywizjon nie uczestniczył w walce. 2 września od godz. 11.00 88 dac zgodnie z ustaleniami z dowódcą 79 pp położył ogień zaporowy w rejonie Szumska i Dzierzgowa powstrzymując natarcie niemieckich oddziałów z 1 Dywizji Piechoty. W godzinach popołudniowych 88 dac brał udział w pojedynku ogniowym z niemieckimi bateriami lekkimi i ciężkimi. Ostrzał niemieckiej piechoty przez 88 dac powstrzymał skutecznie jej natarcia. Ok. godz. 18.00 silny ostrzał niemieckiej artylerii zerwał łączność telefoniczną z bateriami 2 i 3. Osłabienie wsparcia artyleryjskiego pozwoliło niemieckiej piechocie na zdobycie o godz.19.30 Góry Kamieńskiej. Obsady punktów obserwacyjnych dywizjonu i baterii poniosły duże straty od artylerii niemieckiej i ostrzału piechoty, ich pozostałości wycofały się. Ok. godz. 23.00 88 dac został skoncentrowany w rejonie dworu Wiskin, skąd pomaszerował do Szulmierza przez Grudusk do dyspozycji 8 Dywizji Piechoty, która miała wykonać natarcie odciążające na prawe skrzydło Armii „Modlin”. Rejon Szulmierza osiągnął dywizjon 3 września ok. godz. 4.30, pomiędzy godz.7.00, a 13.00 zajął stanowiska ogniowe na zachód od Szulmierza i punktami obserwacyjnymi w rejonie Koziczyna. Późnym popołudniem dywizjon ostrzelał niemiecką piechotę w pobliżu Woli Wierzbowskiej, powstrzymując jej dalsze przemieszczanie się. Rozkazem dowódcy Artylerii Dywizyjnej 8 DP, 1 bateria została przydzielona do 8 dywizjonu artylerii ciężkiej w rejonie Szulmierza. Reszta dywizjonu została skoncentrowana w rejonie folwarku Pawłowo, gdzie po walce z niemiecką grupą dywersyjną wycofał się dywizjon do Rigimina, gdzie stanął na nocnym postoju. 4 września o godz. 9.00 88 dac bez 1 baterii wykonał marsz przez Lekowo i Czeruchy do lasów opinogórskich. Skąd następnie pomaszerował do Rydzewa, gdzie został ostrzelany przez niemiecki samolot, nie poniósł strat. Następnie z Rydzewa pomaszerował przez Sulerzyż do szosy Ciechanów-Glinojeck. W trakcie marszu piaszczystymi drogami utknęły w nim trzy haubice, które z braku wystarczającej ilości silnych koni, pozostawiono je. Po dotarciu do Glinojecka kontynuowano dalsze przemieszczanie się przez Raciąż do Płońska. Po północy zatrzymano się na odpoczynek w dworze Skarzyn, niedaleko Płońska. 5 września o świcie podjęto dalszy marsz do Wyszogrodu, skąd z uwagi na wysadzenie mostu przez własnych saperów, podjęto dalszy marsz do Modlina prawym brzegiem Wisły. W nocy 5/6 września 88 dac dotarł do Zakroczymia skąd został skierowany do wsi Górki na odpoczynek i uzupełnienie. 1 bateria 88 dac przez cały dzień 4 września zajmowała stanowiska ogniowe w rejonie Szulmierza. Wobec braku rozkazów bateria 1/88 dac, wieczorem zwinęła stanowiska ogniowe i pomaszerowała bocznymi drogami do Płońska, gdzie przez cały 5 września wypoczywała. Następnie udała się w kierunku Modlina, który osiągnęła 7 września, ponosząc w trakcie marszu niewielkie ubytki stanu osobowego i koni. 8 września 1/88 dac dotarła do w rejon Dębe, Orzechowe, gdzie weszła w skład obrony linii Narwi na odcinku „Dębe”. Bateria zajęła stanowiska w pobliżu wsi Poddębe.     
Pozostała część dywizjonu została zreorganizowana, z uwagi na utratę haubic, 2 bateria została rozwiązana. Dokonano przesunięć personalnych, żołnierzami i końmi uzupełniono 3 baterię. 9 września wieczorem 88 dac przydzielono do Grupy gen. bryg. Zulaufa koncentrującej się w rejonie Struga, Zielonka. Rano 10 września 88 dac dotarł do rejonu wsi Poddębe, Skrzeszew, gdzie dołączył do 1 baterii. 11 września dotarł w rejon Strugi i Zielonki, gdzie został podporządkowany pod dowództwo 11 pułku artylerii ciężkiej ppłk. Makowskiego. Zadaniem dywizjonu było wsparcia batalionów 21 pułku piechoty i III/41 pułku piechoty. Od 12 września zajął stanowiska ogniowe w rejonie Czarnej Strugi obok szosy Struga-Radzymin, na tym odcinku walk nie prowadził. 12 września wieczorem po zwinięciu stanowisk odmaszerował przez Marki na Pragę do Warszawy. Od 14 września w składzie artylerii ogólnego działania miał zamykać ogniem kierunki, od Jabłonny do Kawęczyna oraz zwalczać artylerię niemiecką. W dniu 15 września w 1 i 3 baterii dywizjon posiadał 7 haubic. Baterie zajęły stanowiska ogniowe; 1/88 dac w ogrodzie sejmowym, a 3/88 dac w Parku Sobieskiego, kolumna amunicyjna i tabory w Parku Łazienkowskim. W trakcie obrony Warszawy dywizjon prowadził ogień przeciwbateryjny i pojedynki z artylerią niemiecką. 17 września poległo 10 żołnierzy ze składu dywizjonu, 6 zostało rannych. 21 września dywizjon ostrzelał niemiecki pociąg pancerny w rejonie Wawra. Intensywność prowadzenia ostrzału przez 88 dac sukcesywnie spadała, z uwagi na występujące niedobory amunicji. Na skutek intensywnych niemieckich bombardowań i ostrzału niemieckiej artylerii, coraz większą trudność napotykano z łącznością pomiędzy punktami obserwacyjnymi na Pradze, a stanowiskami ogniowymi obu baterii. 25 września od ostrzału niemieckiego uszkodzeniu uległa jedna haubica w 3 baterii i poniesiono straty osobowe, 27 września ostrzał artylerii niemieckiej zniszczył punkty obserwacyjne 1 i 3 baterii, gdzie poległ jeden żołnierz, a kilku odniosło rany. Tego dnia wystrzelono ostatnie pociski na stanowiska niemieckie, gdyż po godz. 14.00 nastąpiło zawieszenie broni. 29 września nastąpiła koncentracja 88 dac w Parku Praskim, gdzie uszkodzono pozostałe 6 haubic i broń strzelecką, przed ich złożeniem i odmarszem do niewoli. Łącznie w obronie Warszawy dywizjon utracił 20% stanu osobowego i 75% stanu koni.           

## Organizacja wojenna i obsada personalna
Organizacja wojenna i obsada personalna dywizjonu we wrześniu 1939 roku
Dowództwo
- dowódca dywizjonu - mjr art. Jerzy Henryk Władysław Durski-Trzaska (KW)
- adiutant - ppor. Jan Bolesław Brzuszkiewicz (KW), ppor. rez. Michał Samulski (od 9 IX)[11]
- oficer zwiadowczy - por. rez. art. Aleksander Janusz
- oficer obserwacyjny - ppor. Antoni Róż
- oficer łączności - ogn. pchor. Kazimierz Drelichowski, por. Edward Frączek (od 9 IX)[11]
- lekarz - ppor. lek. dr Franciszek Feliks Dłutek (do 9 IX)[11]
- lekarz weterynarii - ppor. rez. lek. wet. Bolesław Brauer
- oficer gospodarczy - ppor. Zygmunt Witko
- oficer żywnościowy - ppor. rez. Jan Wyżnikiewicz

1 bateria
- dowódca 1 baterii - kpt. art. Stefan Słowikowski
  - oficer zwiadowczy - ogn. pchor. / ppor. Julian Bobowski (KW)
  - oficer ogniowy - por. rez. art. Maksymilian Kreutzinger (KW)
  - dowódca I plutonu - ppor. Ziemowit Ulatowski
  - dowódca II plutonu - pchor. Zbyszko Fajer

2 bateria
- dowódca 2 baterii - por. art. Edward Frączek
  - oficer zwiadowczy - ppor. rez. art. Michał Samulski (od 9 IX adiutant)
  - oficer ogniowy - ppor. rez. Józef Gibas
  - podoficer zwiadowczy - plut. pchor. Bryjak
  - dowódca I plutonu - ogn. pchor. / ppor. Jan Żuchowski
  - dowódca II plutonu - plut. pchor. Wątkowski

3 bateria
- dowódca 3 baterii - kpt. art. Marian Kaczorowski
- oficer zwiadowczy - ppor. rez. Walerian Krużycki
- oficer ogniowy - ppor. Stanisław Krawczyk (KW)

kolumna amunicyjna
- dowódca kolumny - ppor. Władysław Mickiewicz